# Comité Paralímpico de Antigua y Barbuda
El Comité Paralímpico de las Américas (en inglés: Antigua and Barbuda Paralympic Committee) es el comité paralímpico nacional que representa a Antigua y Barbuda. Esta organización es la responsable de las actividades deportivas paralímpicas en el país. Es miembro del Comité Paralímpico Internacional y Comité Paralímpico de las Américas.